# Russell Banks
Pour les articles homonymes, voir Banks.
Œuvres principales
- Affliction
- De beaux lendemains

Russell Banks, né le 28 mars 1940 à Newton (État du Massachusetts) et mort le 7 janvier 2023 à Saratoga Springs (État de New York), est un écrivain progressiste américain. Son œuvre est traduite en vingt langues.

## Biographie
Né en 1940, fils d'un plombier ayant quitté le domicile familial lorsqu'il avait douze ans,, Russell Banks a passé son enfance dans le New Hampshire dans un milieu extrêmement modeste. Après des études inachevées à l’Université de Caroline du Nord à Chapel Hill, il voyage, passe même quelque temps en Jamaïque. Il écrit des romans, des nouvelles et de la poésie. Il enseigne la littérature contemporaine à l'université de Princeton.
Son premier roman, Family Life, est publié en 1975. Il a écrit une vingtaine de livres. À partir de 1998, il est membre de l’Académie américaine des arts et des lettres. Ses écrits sont parcourus par deux grands thèmes : la recherche de la figure paternelle et la description du monde des petites gens croulant sous le poids d’une vie quotidienne dure et pauvre ou de la tragédie. Russell Banks était très actif politiquement, n’hésitant pas à critiquer ouvertement son gouvernement (il a pris position contre l’intervention en Irak, contre le Patriot Act et pour Bernie Sanders). En février 1998 et jusqu'à 2004, il succède à Wole Soyinka en devenant le troisième président du Parlement international des écrivains créé par Salman Rushdie. Il a été le président fondateur de Cities of Refuge North America, qui s'est donné pour mission d'établir aux États-Unis des lieux d'asile pour des écrivains menacés ou en exil (Wole Soyinka et Salman Rushdie sont parmi les vice-présidents). Il a été membre du comité de parrainage du Tribunal Russell sur la Palestine dont les travaux ont commencé le 4 mars 2009. Il était ami de l'écrivain américain Jim Harrison. Avec celui-ci, il participe au documentaire Amérique, notre histoire, en commentant les images sur l'histoire américaine.
Quatre de ses romans ont été adaptés au cinéma, notamment De beaux lendemains (réalisé par le Canadien Atom Egoyan – Grand prix au festival de Cannes 1997), Affliction et Oh, Canada (réalisés en 1997 et 2024 par Paul Schrader) . Banks a aussi écrit l’adaptation cinématographique du livre de Jack Kerouac Sur la route pour Francis Ford Coppola. Russell Banks a annoncé que son roman American Darling allait être porté à l'écran par Martin Scorsese avec Cate Blanchett dans le rôle-titre.
Il reçoit l'American Book Awards en 1982, le prix John Dos Passos en 1985, ou encore le prix français de la Critique libre en 2008.
Il meurt d'un cancer le 7 janvier 2023 à Saratoga Springs dans l'État de New York,,.

## Œuvre

### Romans
- (en) Family Life, 1975
- Hamilton Stark, Actes Sud, 1978 ((en) Hamilton Stark, 1978)  (ISBN 2-7427-7354-1)Réédition, 10/18 no 2456, 1994 ; réédition, Actes Sud, coll. « Babel » no 871, 2008
- Le Livre de la Jamaïque, Actes Sud, 1991 ((en) The Book of Jamaica, 1980)  (ISBN 2-264-01925-5)Réédition, Actes Sud, coll. « Babel » no 1102, 2012
- La Relation de mon emprisonnement, Actes Sud, 1983 ((en) The Relation of My Imprisonment, 1983)  (ISBN 978-2-7427-0316-6)Réédition, 10/18 no 3308, 2001
- Terminus Floride, Acropole, 1987 ((en) Continental Drift, 1985)Réédition sous le titre Continents à la dérive, Actes Sud, coll. « Babel » no 94, 1994 ; nouvelle traduction sous le titre Continents à la dérive, Actes Sud, 2016  (ISBN 978-2-330-07033-5)
- Affliction, Actes Sud, 1992 ((en) Affliction, 1989)  (ISBN 2-7427-2280-7)Réédition, Actes Sud, coll. « Babel » no 404, 1999
- De beaux lendemains, Actes Sud, 1993 ((en) The Sweet Hereafter, 1991)  (ISBN 2-7427-1444-8)Réédition, Actes Sud, coll. « Babel » no 294, 1997
- Sous le règne de Bone, Actes Sud, 1995 ((en) Rule of the Bone, 1995)  (ISBN 2-7427-0858-8)Réédition, Actes Sud, coll. « Babel » no 216, 1996
- Pourfendeur de nuages, Actes Sud, 1998 ((en) Cloudsplitter, 1998)  (ISBN 2-7427-3112-1)Réédition, Actes Sud, coll. « Babel » no 465, 2001
- American Darling, Actes Sud, 2005 ((en) The Darling, 2004)  (ISBN 2-7427-6515-8)Réédition, Actes Sud, coll. « Babel » no 780, 2006 ; réédition, coll. « J'ai lu » no 8746, 2008 — Prix Critiques libres 2008 dans la catégorie roman traduit
- La Réserve, Actes Sud, 2008 ((en) The Reserve, 2008)  (ISBN 2-7427-7393-2)Réédition, Actes Sud, coll. « Babel » no 980, 2009
- Lointain souvenir de la peau, Actes Sud, 2012 ((en) Lost Memory of Skin, 2011)  (ISBN 978-2-330-00520-7)Réédition, Actes Sud, coll. « Babel » no 1201, 2013
- Oh, Canada, Actes Sud, 2022 ((en) Foregone, 2021)  (ISBN 978-2-330-16802-5)
- Le royaume enchanté, Actes Sud, 2024 ((en) The Magic Kingdom, 2022)  (ISBN 978-2-330-18537-4)

### Recueils de nouvelles
- Survivants, Actes Sud, 1999 ((en) Searching for Survivors, 1975)  (ISBN 978-2-7427-5173-0)Réédition, Actes Sud, coll. « Babel » no 656, 2004
- (en) The New World, 1978
- Trailerpark, Actes Sud, 1996 ((en) Trailerpark, 1981)  (ISBN 978-2-7427-1901-3)Réédition, Actes Sud, coll. « Babel » no 348, 1998
- Histoire de réussir, Actes Sud, 1994 ((en) Success Stories, 1986)  (ISBN 2-7427-0101-X)Réédition, 10/18 no 3239, 2000 ; réédition, Actes Sud, coll. « Babel » no 745, 2006
- L'Ange sur le toit, Actes Sud, 2001 ((en) The Angel on the Roof, 2000)  (ISBN 2-7427-3088-5)Réédition, Actes Sud, coll. « Babel » no 541, 2002 ; réédition, J'ai lu no 7352, 2004 ; réédition, Librio no 827, 2007  (ISBN 978-2290-35577-0)
- Un membre permanent de la famille, Actes Sud, 2015 ((en) A Permanent Member of the Family, 2013)  (ISBN 978-2-330-03890-8)Réédition, Actes Sud, coll. « Babel » no 1418, 2016

### Poésie
- (en) Waiting To Freeze, 1969
- (en) Snow, 1974

### Autres publications
- (en) Invisible Stranger, 1998
- (en) Dreaming Up America, 2008
- Voyager : Récits de voyages, Actes Sud, 2017 ((en) Voyager: Travel Writings, 2016)  (ISBN 978-2-330-07820-1)

#### Bande dessinée
- Russel Banks et Grégory Mardon, Sarah Cole : une histoire d'amour d'un certain type, Paris, Éditions Futuropolis, 2010, 80 p. (ISBN 978-2-7548-0338-0)

### Entretiens
- (en) Amérique notre histoire  (ISBN 2-7427-6289-2)

## Adaptations

### Au cinéma
- 1997 : De beaux lendemains (The Sweet Hereafter), film canadien réalisé par Atom Egoyan, avec Ian Holm et Sarah Polley
- 1997 : Affliction, film américain réalisé par Paul Schrader, avec Nick Nolte, Sissy Spacek et James Coburn
- 2010 : Trailerpark, film américain réalisé par Jonny Look et Patrick Muhlberger
- 2024 : Oh, Canada, film américain réalisé par Paul Schrader, avec Richard Gere et Jacob Elordi

### À la télévision
- 1991 : A Type of Love Story, épisode 10, saison 1, de la série télévisée américaine The Hidden Room réalisé par Leon Marr